# Lodovico Morando
Lodovico Morando (Castion Veronese, 8 luglio 1917 – Caprino Veronese, 1º aprile 1987) è stato un pittore italiano.

## Biografia
Durante la scuola, iniziò presto a mettere in luce le proprie doti pittoriche. Nel 1925 la famiglia Morando si trasferì a Pesina di Caprino Veronese. Nel 1932, quindicenne, venne sottoposto ad una prova selettiva presso la Commissione dell'Accademia Cignaroli di Verona, al cospetto del pittore Trentini. All'Accademia conobbe in particolare lo stile del pittore novarese Felice Casorati, vissuto a Verona dal 1911 al 1915. Conseguì il Diploma Accademico nel 1936.
Nel 1939 Morando indossò la divisa dell'Ottavo reggimento artiglieria, e lo stesso anno si unì in matrimonio con Luigina Castellazzi. Fu sul finire degli anni cinquanta che iniziò a fare il pittore, con varie mostre in Italia e all'estero, la partecipazione alla Cinquantanovesima biennale nazionale d'arte di Verona (1969), e vari riconoscimenti, tra cui l'assegnazione della medaglia d'oro dell'UNESCO nel 1977 e l'assegnazione del titolo di cavaliere dell'Ordine al merito della Repubblica italiana nel 1973, di Cavaliere Ufficiale nel 1978 e di commendatore nel 1984. Temi ricorrenti delle opere erano il Garda e le montagne del territorio.

## Eredità
La Parrocchia di Caprino lo ricorda per la grande tela della "Sacra Famiglia" nell'Abside della Chiesa di Santa Maria Maggiore. Dopo la scomparsa, si è tenuta a Caprino presso la sede di Palazzo Carlotti, la prima mostra postuma delle sue opere. Nel giugno del 1991 a Bardolino, gli è stata intitolata una iniziativa artistica denominata "Pittori in Vetrina", e nel 2000 una mostra itinerante.
Nel dicembre e gennaio successivi le opere di Morando sono approdate in Germania, ad Amburgo, presso la galleria Mensch. Nel 1994 l'Amministrazione Comunale e la Pro Loco di Caprino hanno voluto celebrare il concittadino con una commemorazione tenutasi in Municipio. Nel 1997 a suo nome è stato intitolato il primo premio del concorso di pittura di Caprino e “Arte e cultura del Garda”, e a lui è stata dedicata una piazza centrale del paese.
Il 22 luglio dello stesso anno l'Azienda di Promozione Turistica della Riviera degli Olivi ha organizzato una commemorazione presso l'Accademia di belle arti Gian Bettino Cignaroli con l'intervento del critico Giorgio Cortenova, direttore della galleria d'arte moderna di Palazzo Forti. Il 2 agosto 1997 è stato collocato un busto in bronzo riproducente le sue fattezze presso il "pantheon" di Palazzo Carlotti, accanto a Giovanni Arduino, a Luigi Gaiter, e ad Alberto Stringa.